# 혜소 (고려)
혜소(惠素)는 고려 인종 때의 승려이다. 대각국사의 제자로 내외의 모든 경전에 통달하였다. 대각 국사의 행록 10권을 지었으며 화엄경을 강의하였다. 김부식이 벼슬에서 물러난 뒤 혜소를 찾아와 함께 시를 지었는데, 1천여 편이나 되었다고 한다.